# Parc provincial de la Baie-Sturgeon
Cet article concerne le parc provincial du Manitoba. Pour le parc provincial de l'Ontario, voir Parc provincial Sturgeon Bay.
Le parc provincial de la Baie-Sturgeon (anglais : Sturgeon Bay Provincial Park) est un parc provincial du Manitoba (Canada) situé à 225 km au nord de Winnipeg, dans la baie du même nom du lac Winnipeg. Le parc a été créé en 2015 et il a une superficie de 14 490 ha. Il a pour objectif de protéger une région représentative des basses-terres du Manitoba.

## Faune et flore
Les eaux de la rivière Mantagao offrent des habitats a de nombreuses espèces de poissons, comme le grand corégone, le malachigan, le grand brochet et le doré jaune. L'embouchure de la rivière est une halte migratoire reconnu pour les canards. Outre les canards, ont y trouve des pélicans d'Amérique, des oies, et de nombreuses espèces d'oiseaux chanteurs. Les principaux mammifères sont l'orignal, le cerf de Virginie et le loup gris.
Les forêts du parc sont dominées par l'épinette noire entrecoupé de nombreux marais.